# Koskamajärvi
Koskamajärvi eller Koskamonjärvi är en sjö i Finland. Den ligger i kommunen Kittilä i landskapet Lappland, i den norra delen av landet, 800 km norr om huvudstaden Helsingfors. Koskamonjärvi ligger 202 meter över havet. Arean är 28,8 hektar och strandlinjen är 2,88 kilometer lång. Sjön  ingår i Kemi älvs huvudavrinningsområde.   Den ligger vid sjön Sotkajärvi.